# 吳順疇
吳順筹（Goh Soon Tioe；1911年10月18日—1982年2月27日）是新加坡戰後時期的知名音樂家。

## 生平
吳出生於荷屬東印度的巴東，家中排行第10。父親Gho Goan Tee經營一家貿易公司，也是當地的甲必丹。母親Lie Kie Pat是尼亞斯島人，擁有華人與土著混血血統。其父親在他3歲時過世，吳由母親與兄長扶養成人。童年時期，吳在當地的荷蘭語學校接受教育。然而，生性頑皮的他經常翹課並沉溺於鬥雞比賽。他嚴格的母親經常為了翹課而處罰他，有一次甚至為他上了腳鐐，以馬車將他運至學校上課。

## 延伸閱讀
- Abishegenaden, Paul (2005) Notes across the years: anecdotes from a musical life. Singapore : Unipress.
- Koh, Tommy (ed.) (2006) Singapore : The Encyclopaedia. Singapore : Editions Didier Millet.